# Anton von Hohberg und Buchwald
Anton von Hohberg und Buchwald, född 21 september 1885 i Wismar, död 2 juli 1934 i Dulzen, Preußisch Eylau, var en tysk friherre, arméofficer och SS-Obertruppführer. Han var SS–Oberabschnittsreiterführer, det vill säga en av cheferna för Schutzstaffels (SS) kavalleri.

## Biografi
I början av 1930-talet var von Hohberg medlem av staben hos Erich von dem Bach-Zelewski, som hade till uppgift att utbilda SS:s kavalleri. von Hohberg kom med tiden i bitter konflikt med von dem Bach-Zelewski. I samband med de långa knivarnas natt år 1934 lät von dem Bach-Zelewski mörda von Hohberg med anledning av att man misstänkte att denne spred hemliga upplysningar om SS till Reichswehr. von Hohberg sköts ihjäl på sitt gods i Dulzen av SS-Hauptsturmführer Carl Deinhardt och SS-Scharführer Paul Zummach, von dem Bachs chaufför.
År 1961 dömde en västtysk domstol von dem Bach-Zelewski till fyra och ett halvt års fängelse för mordet på von Hohberg.